# Myristica lepidota
Espèce
Classification phylogénétique
Statut de conservation UICN

 DD  : Données insuffisantes
Myristica lepidota est une espèce de plantes du genre Myristica de la famille des Myristicaceae.